# Leptogaster sericea
Leptogaster sericea là một loài ruồi trong họ Asilidae. Leptogaster sericea được Janssens miêu tả năm 1954. Loài này phân bố ở vùng nhiệt đới châu Phi.